# 南京国防园

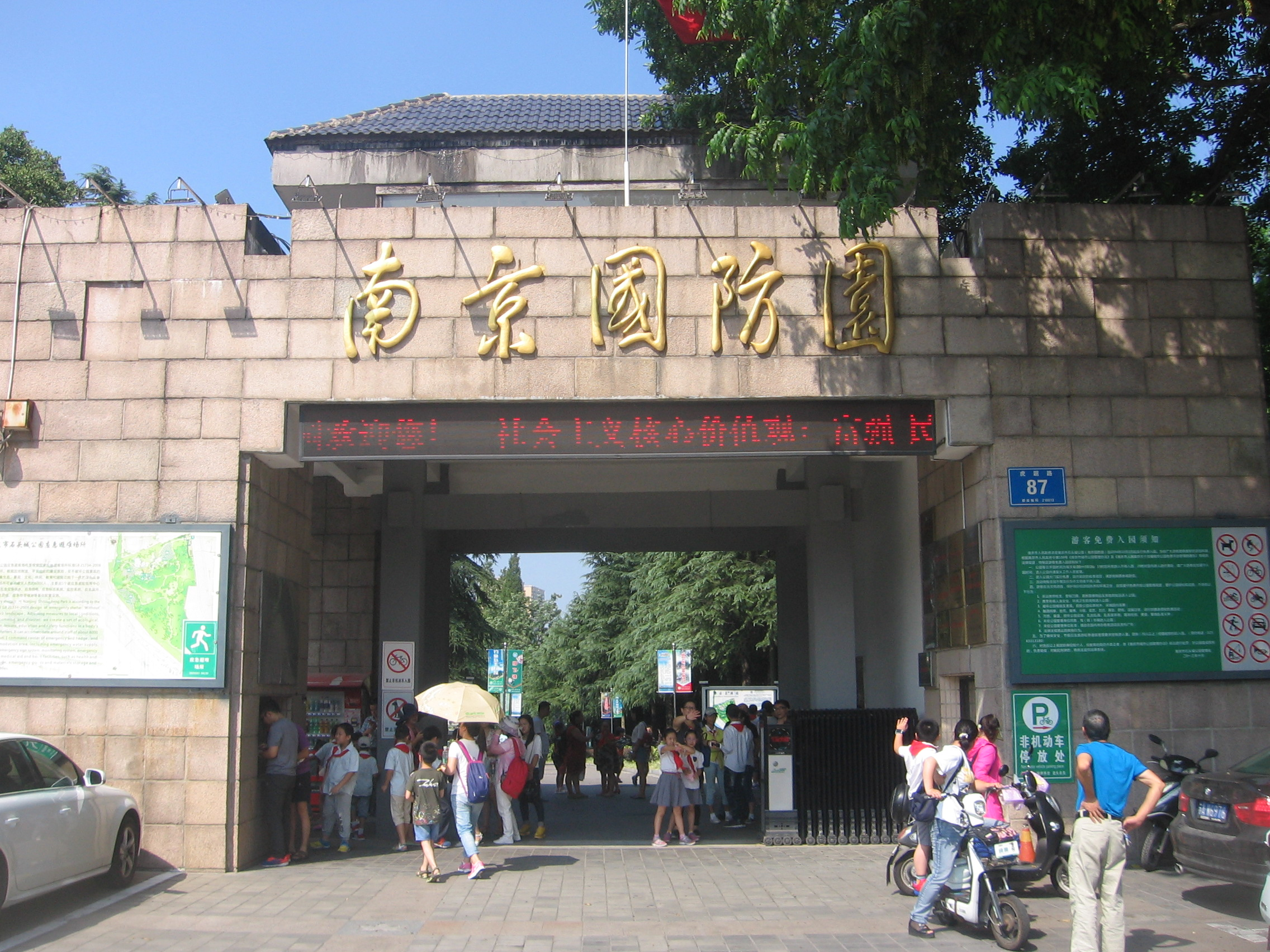
南京国防园大门，由江泽民题写馆名。

南京国防园是位于江苏省南京市鼓楼区虎踞路87号的一座国防教育主題公園，于1992年7月建成并对外开放。

## 公园历史
1980年代，中国中央政府提出加强国防教育的要求。此时，北京、上海、武汉、广州等城市都已拥有国防园。1988年，南京方面把强化全民国防意识作为军民共建的重要内容，准备建设一座国防教育主题公园。将系统陈列兵器和军事历史文化资料，同时，开辟野战训练场所，对青少年进行军事国防训练教育。中共南京市委常委会通过这一提议。原南京市委常委、南京军分区政委尚振华，以及南京市委的一位副秘书长、市政府的一位副秘书长，被南京市委授命负责南京国防园的筹建工作。
1989年下半年，开始筹建工作。时任中共南京市委副书记胡序建与尚振华等领导一起调研玄武湖公园、莫愁湖公园、绣球公园等多个公园。由于上述公园空间狭小，非理想场地。最终选择了石头城（鬼脸城）旁一块广阔的空地。中共南京市委取消原定住宅规划，划为国防园用地。南京市人民政府拨款800万元人民币用于建园。南京地方干部、民兵、驻南京部队官兵参加建园工程相关的义务劳动。展出的退役武器由南京大校场机场和外地部队输送。
1992年7月底，南京国防园竣工，同时开放。时任南京军区司令员向守志、政委傅奎清、江苏省委书记沈达人等军队、地方领导出席竣工开园典礼。时任中共中央总书记江泽民题写馆名“南京国防园”。刘华清、迟浩田分别为国防教育馆、军兵种馆题写馆名。张爱萍、江渭清、杜平、向守志等领导题词。南京国防园在建成开放之初，是中国首家以国防教育为主题的城市公园景区。
2022年时，南京国防园已是国家国防教育主题公园、国家防震减灾科普教育基地；江苏省和南京市的爱国主义教育基地、双拥示范基地、全民国防教育基地、科普教育基地和防震减灾科普教育基地；南京市社会主义核心价值观实践基地、南京市党史教育基地、南京市中小学生研学实践基地；江苏省首家按照国家标准建设的中心应急避难场所，南京现代科普场馆联盟成员，多次荣获省级和市级文明单位荣誉称号。
2022年7月29日，时值建园三十周年，南京国防园开展“喜迎二十大 共筑强军梦”主题活动。当天起，首次限时开放夜游。

## 公园景区
公园景区占地5.62公顷。分为五个功能区：室内展馆区、室外重兵器陈列区、军事体验区、历史遗迹区、自然风貌区。
建园时，经协商采用军民共建的方式修建“三馆”（国防教育馆、军兵种知识馆、英模馆）、“一坊”（兵器陈列坊）、“一地”（步兵连防御阵地）。“三馆”由海军指挥学院、南京陆军指挥学院、南京政治学院分别负责设计和制作。南京军区司令部负责构筑“一坊”、“一地”。
2012年时，已有国防教育馆、军兵种馆、英模馆、国防科技馆、重兵器场、模拟演练场、军体娱乐园等建筑。展出的退役武器有各型火炮数门、坦克一辆、轰炸机一架、歼击机一架、鱼雷快艇一艘、东风导弹一枚等。曾展出过一架直-5直升机。建园时，轰炸机（轰-5）、歼击机（歼-5）由南京大校场机场和安徽某机场输送。魚雷快艇（6625型鱼雷艇）由东海之滨某基地输送。东风-2中程弹道导弹由外省某基地，以专列运送至南京。

## 图片

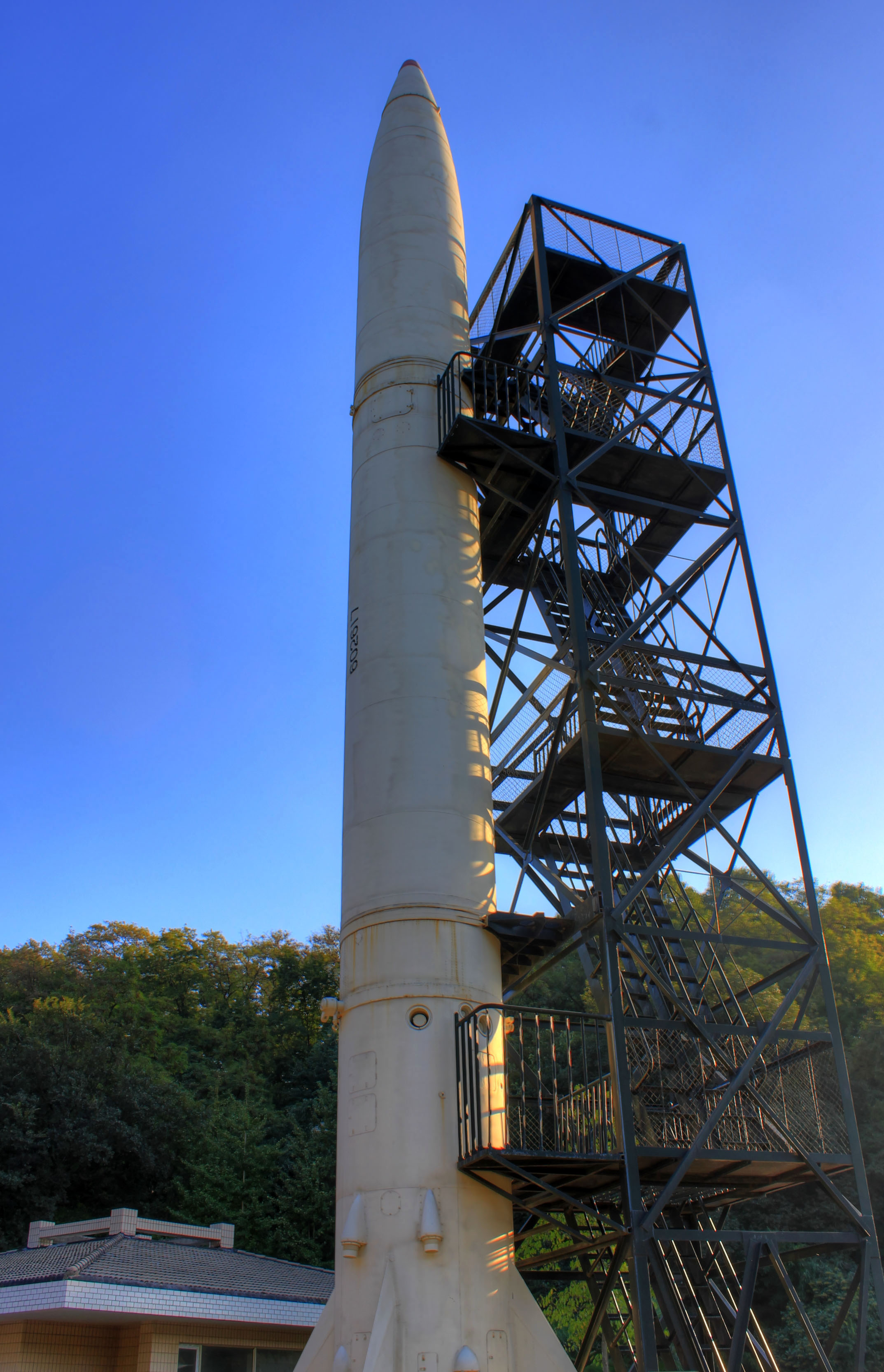
东风-2中程弹道导弹在1992年建园之初，就已对外展示[3]。
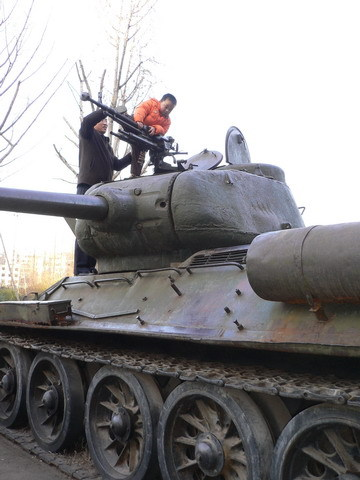
T-34坦克
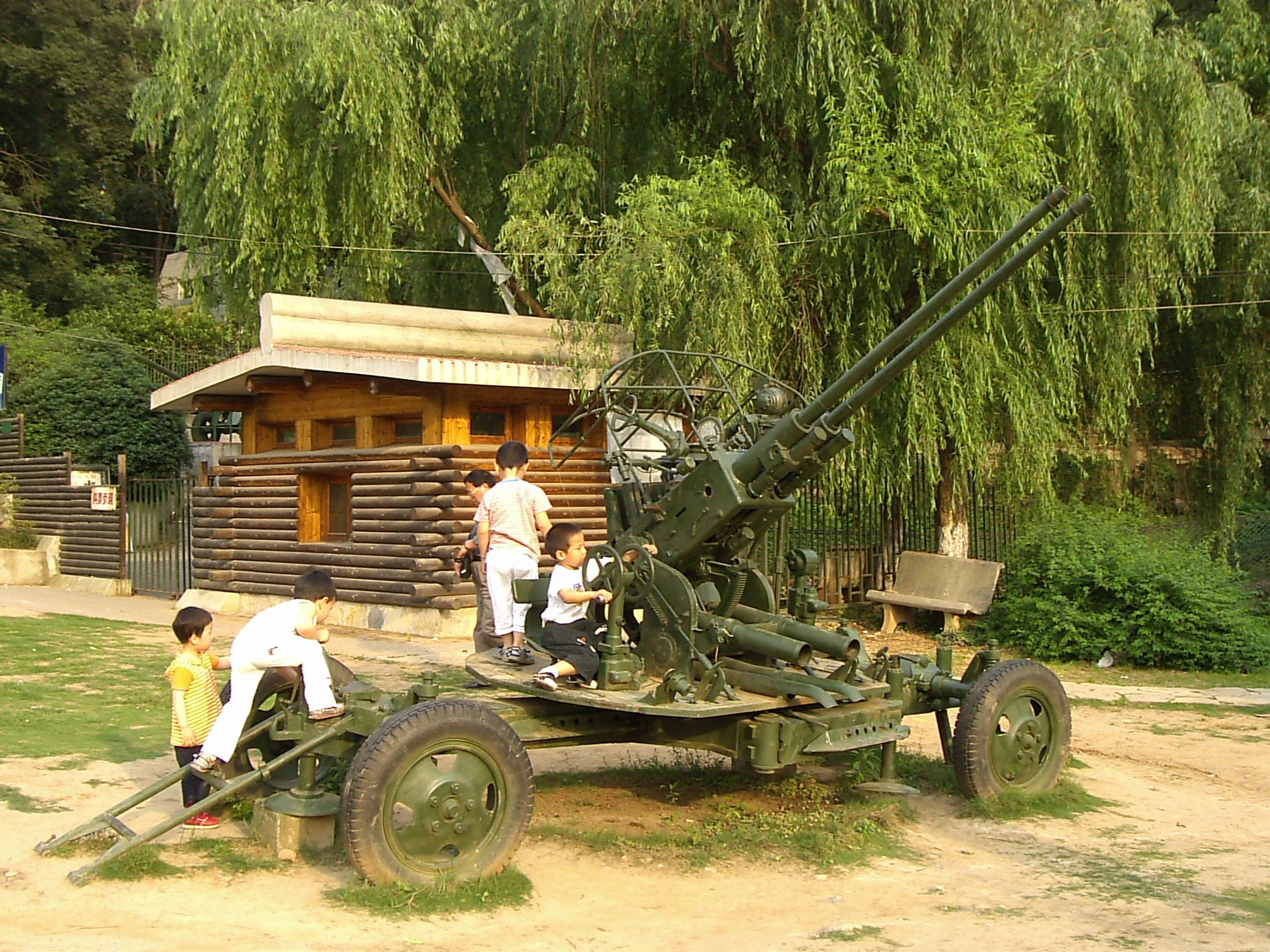
65式37毫米双管高射炮
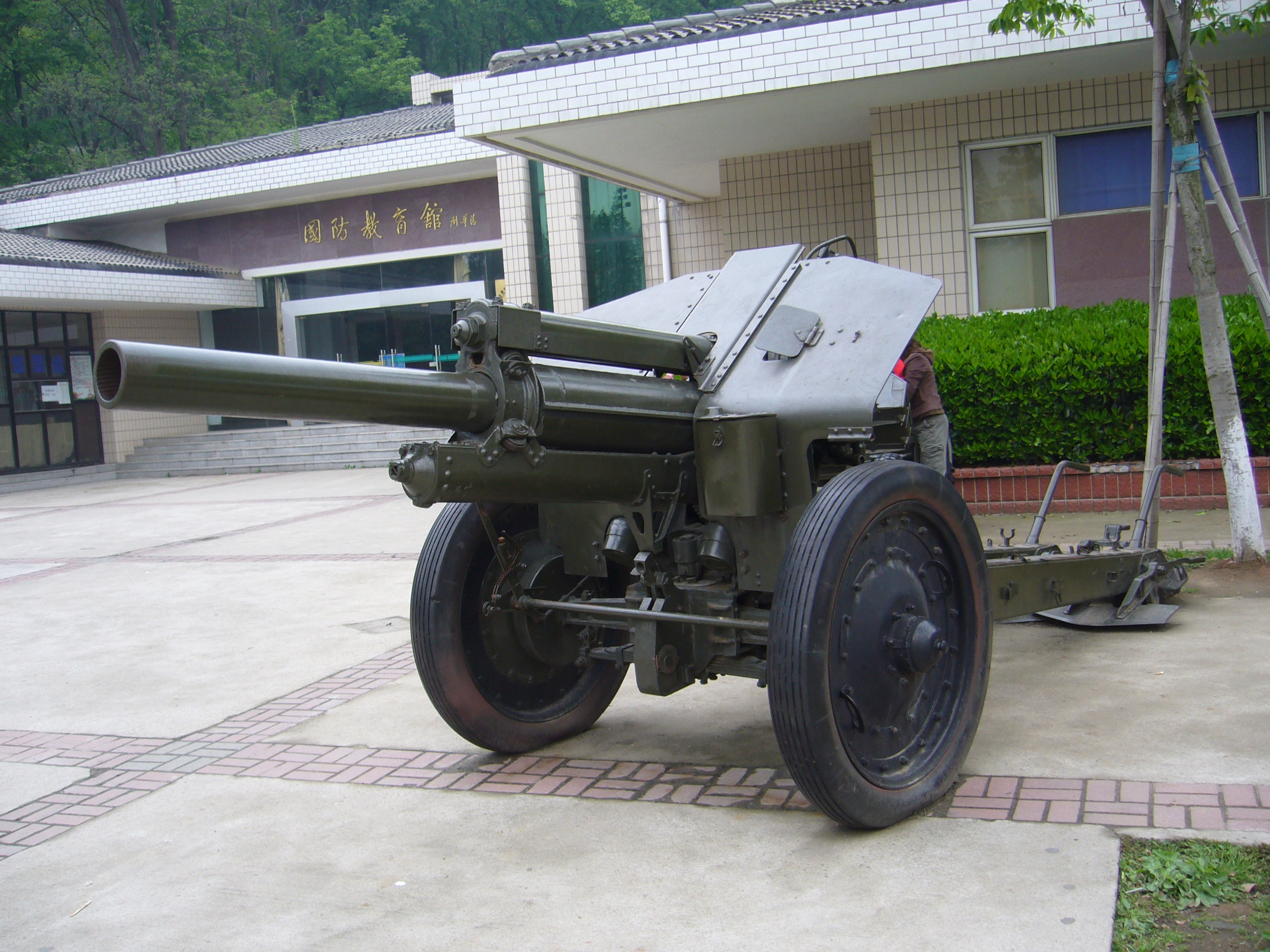
54式122毫米榴弹炮
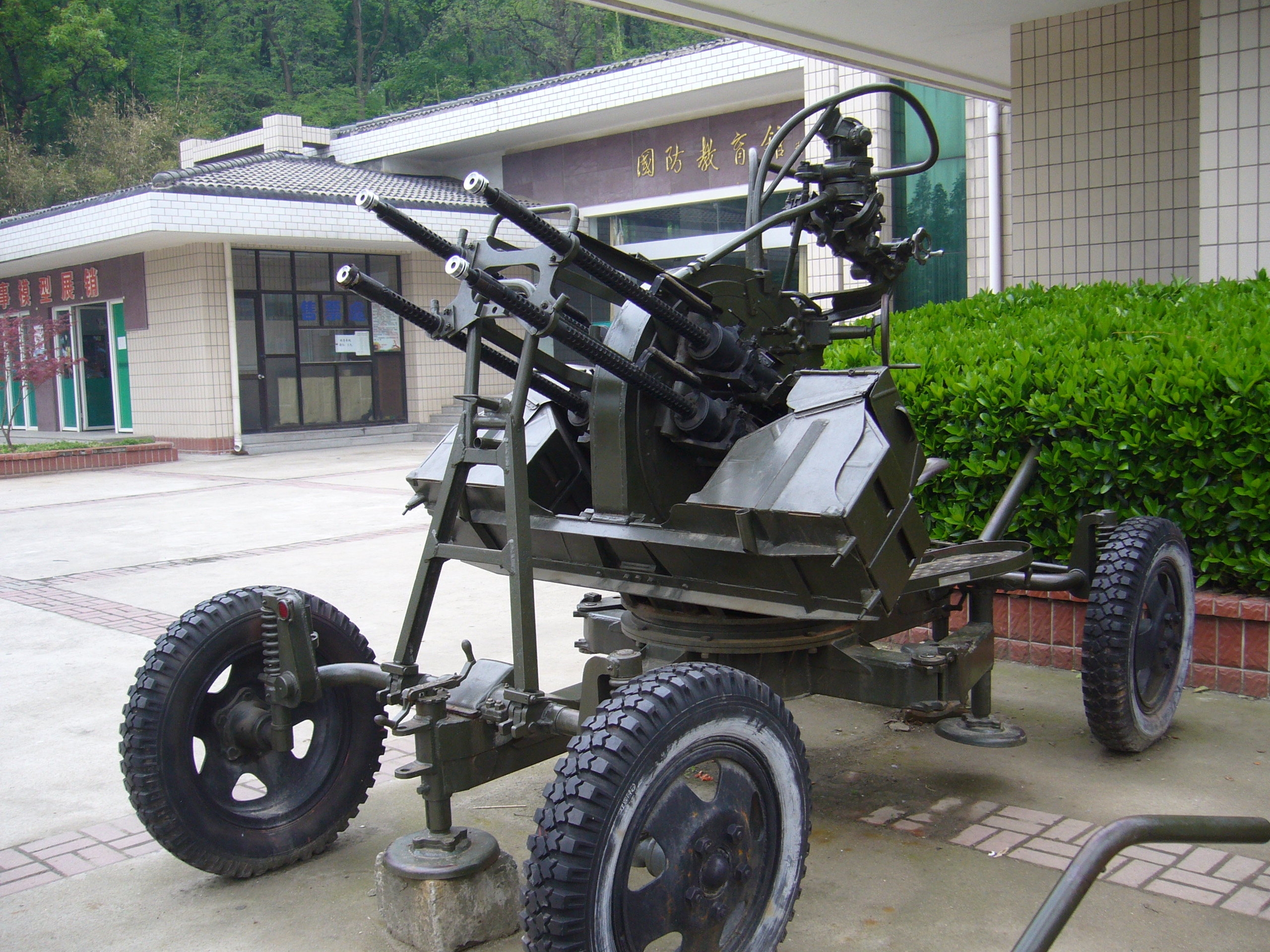
仿KPV重機槍的56式四联高射机枪
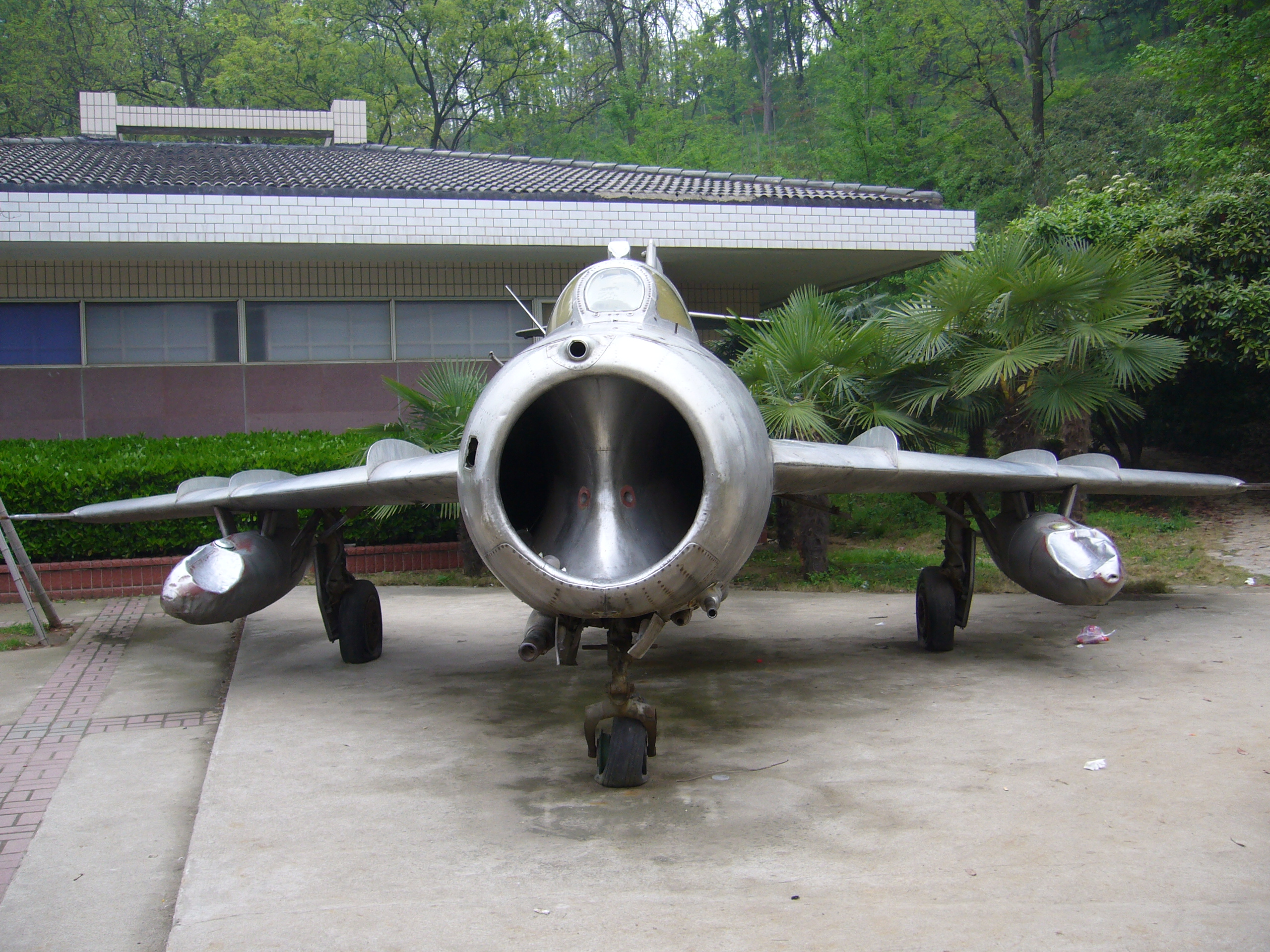
歼-5
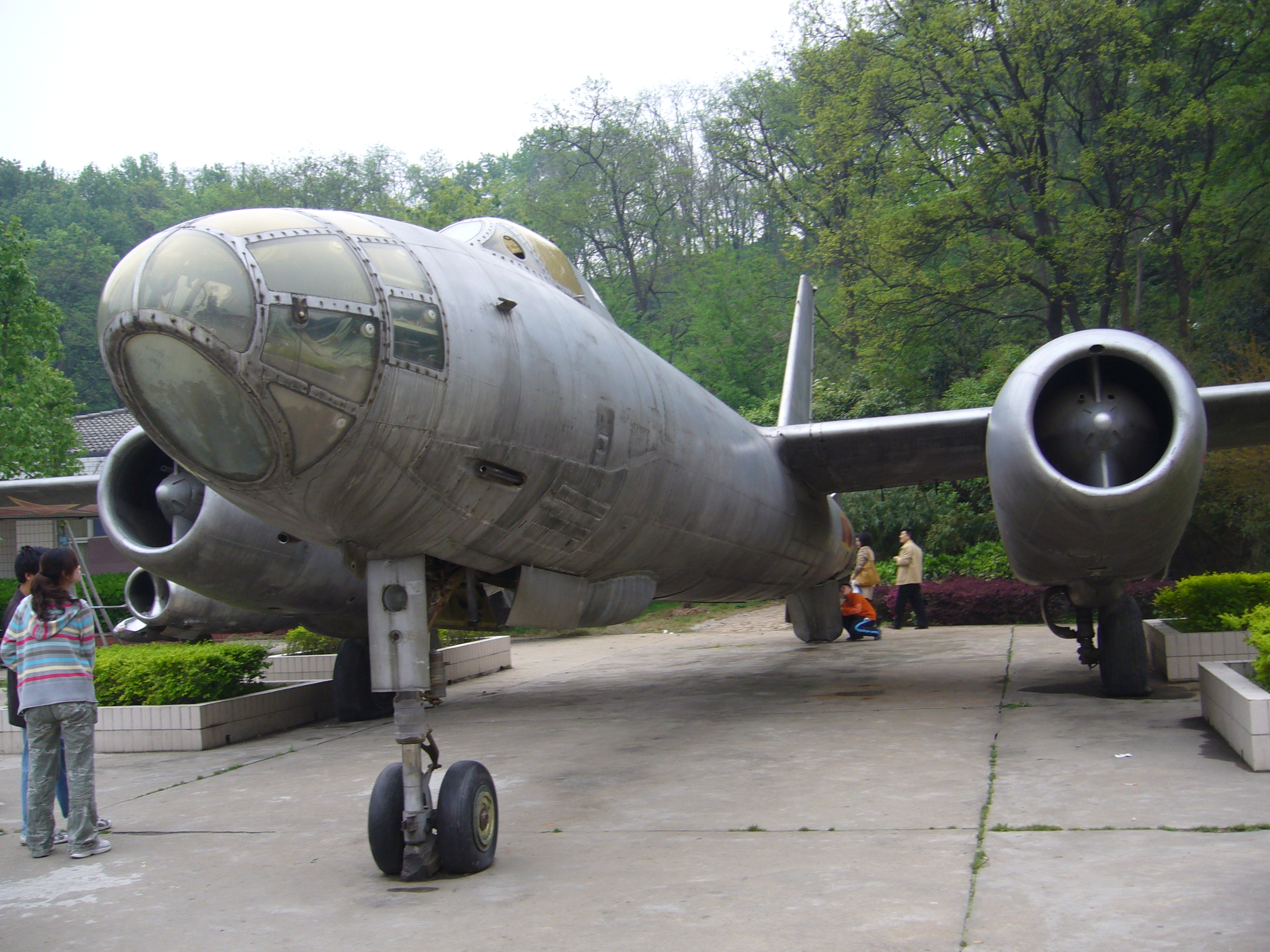
轰-5
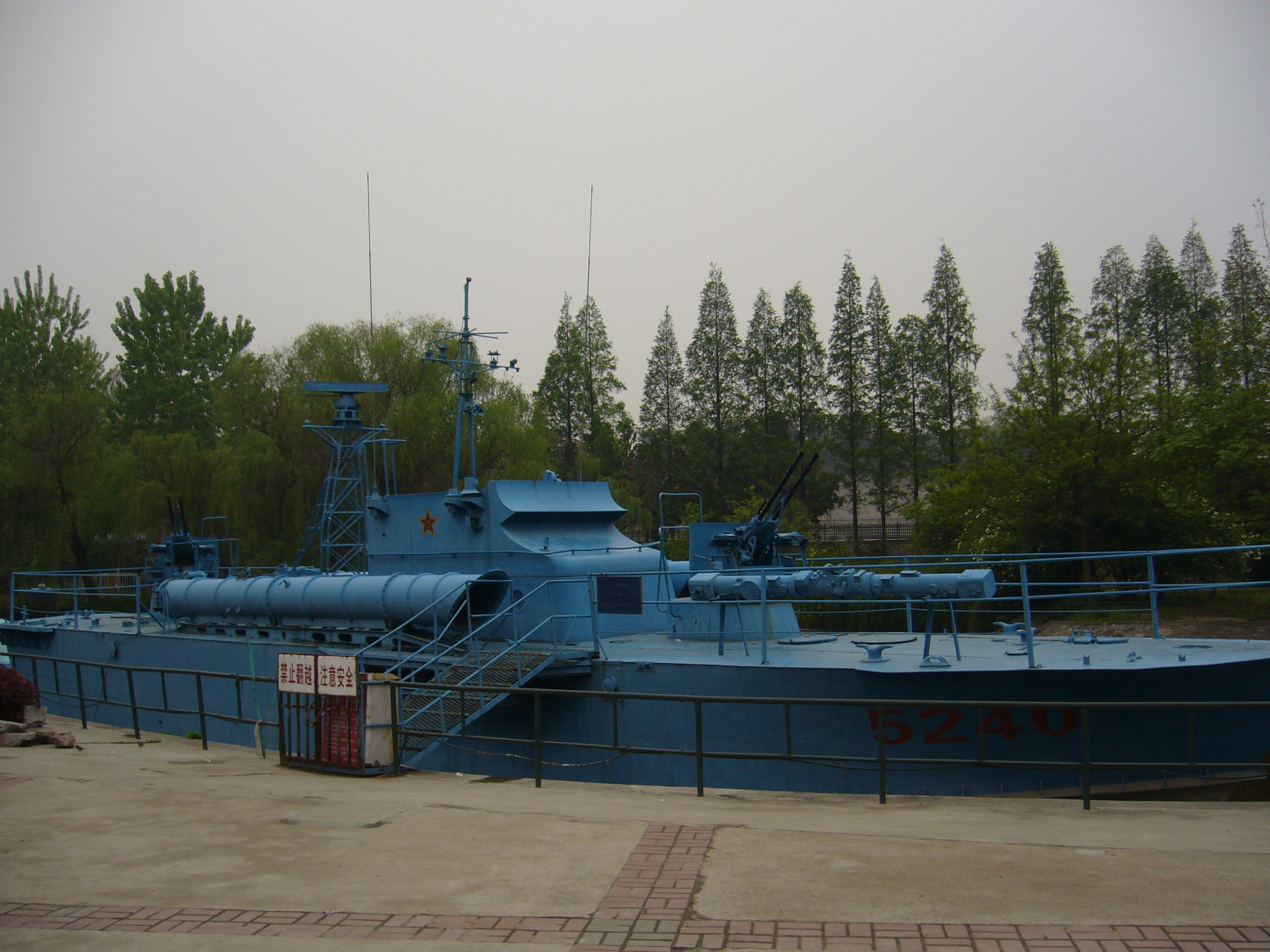
6625型鱼雷艇，是否是026型不详